# Hovasaurus
 (décembre 2018).
Si vous disposez d'ouvrages ou d'articles de référence ou si vous connaissez des sites web de qualité traitant du thème abordé ici, merci de compléter l'article en donnant les références utiles à sa vérifiabilité et en les liant à la section « Notes et références ».
Genre
Hovasaurus est un genre éteint  de petits reptiles aquatiques de la famille des Tangasauridae appartenant à l'ordre des Eosuchia. Cet animal a vécu dans ce qui aujourd'hui l'île de Madagascar à la fin du Permien et a été nommé par Jean Piveteau en 1926. 

## Description
Il vivait dans les lacs et les cours d'eau où il chassait de petits animaux. Il mesurait jusqu'à environ 90 cm de long. Sa queue pouvait mesurer plus du double de la longueur du corps. Elle est aplatie des deux côtés, et grâce à cela, Hovasaurus pouvait se propulser rapidement dans l'eau. Certaines pierres ont été trouvées dans l'abdomen du fossile, on pense qu'il les avalait pour plonger plus vite lorsqu'il chassait.